# Список герцогов Нормандии
Герцог Нормандии (фр. Duc de Normandie; англ. Duke of Normandy) — титул правителей средневекового Нормандского герцогства, находящегося в вассальной зависимости от короля Франции. После нормандского завоевания Англии в 1066 г. герцогами Нормандии обычно являлись короли Англии.
Восстановление власти Франции над Нормандией в 1204 г. привело к включению герцогства в состав французского королевского домена. В дальнейшем титул герцога Нормандии носили некоторые члены семьи короля Франции. Кроме того до настоящего времени этот титул используется монархами Великобритании в отношении их суверенных прав на Нормандские острова, которые с XI века находятся в составе владений английской короны.

## Графы Руана
В конце IX — начале X века территория Верхней Нормандии была завоёвана норвежско-датскими викингами (норманами). По соглашению 911 г. король Франции Карл III Простоватый передал вождю норманов Роллону область вокруг Руана в наследственное владение за признание сюзеренитета короля и обязательство военной службы. При Роллоне и его сыне Вильгельме I территория, находящаяся под контролем норманов, значительно расширилась и включила в себя всю современную историческую область Нормандия. Скандинавская культура и язык в государстве норманнов достаточно быстро были вытеснены французскими, а титул ярла трансформировался в титул герцога Нормандии. 
| Имя на русском языке    | Имя на французском языке | Годы правления |
| ----------------------- | ------------------------ | -------------- |
| Нормандская династия    |                          |                |
| Роллон (Роберт I)       | Rollon                   | 911—927        |
| Вильгельм I Длинный Меч | Guillaume I Longue Épée  | 927—942        |

## Герцоги Нормандии
Первым титул герцога Нормандии стал использовать Ричард I. В условиях ослабления центральной власти во Франции, герцогство Нормандия превратилось в фактически независимое государственное образование. В 1066 г. герцог Вильгельм Незаконнорожденный завоевал Англию и основал единую англонормандскую монархию. После смерти Вильгельма в 1087 г. престолы Англии и Нормандии были, однако, вновь разъединены: герцогом Нормандии стал старший сын Завоевателя Роберт Куртгёз, а королём Англии — второй сын Вильгельм Руфус. В 1106 г. Роберт Куртгёз потерпел поражение от войск английского короля Генриха I в сражении при Таншбре, и Нормандия была вновь объединена с Англией. В 1202—1204 гг. французский король Филипп II захватил территорию Нормандии и присоединил её к своему домену.
| Имя на русском языке     | Имя на французском языке      | Годы правления | Прочие титулы                                                                                        |
| ------------------------ | ----------------------------- | -------------- | --- |
| Нормандская династия     |                               |                | |
| Ричард I Бесстрашный     | Richard I                     | 943—996        | |
| Ричард II Добрый         | Richard II                    | 996—1026       | |
| Ричард III               | Richard III                   | 1026—1027      | |
| Роберт II Великолепный   | Robert II le Magnifique       | 1027—1035      | |
| Вильгельм II Завоеватель | Guillaume II le le Conquérant | 1035—1087      | король Англии (c 1066)                                                                               |
| Роберт III Куртгёз       | Robert III Courteheuse        | 1087—1106      | |
| Генрих I Боклерк         | Henri Ier Beauclerc           | 1106—1135      | король Англии (c 1100)                                                                               |
| Вильгельм III Аделин     | William Adelin                | 1120—1120      | |
| Блуаская династия        |                               |                | |
| Стефан I Блуаский        | Étienne de Blois              | 1135—1144      | король Англии (1135—1154), граф Булони (1128—1151)                                                   |
| Евстахий I Блуаский      | Eustace de Blois              | 1137—1144      | |
| Плантагенеты             |                               |                | |
| Готфрид I Красивый       | Geoffroy Plantagenêt          | 1144—1150      | граф Анжу и Мэна (1129—1151)                                                                         |
| Генрих II Короткий Плащ  | Henri II Plantagenêt          | 1150—1189      | король Англии (с 1154), герцог Аквитании (c 1152), граф Анжу и Мэна (c 1151), граф Пуатье (c 1152)   |
| Генрих III Молодой       | Henri II Le Jeune             | 1170—1183      | король Англии (с 1170), граф Анжу и Мэна (c 1170)                                                    |
| Ричард IV Львиное Сердце | Richard I Cœur-de-Lion        | 1189—1199      | король Англии, герцог Аквитании, граф Анжу и Мэна                                                    |
| Иоанн I Безземельный     | Jean I Sans Terre             | 1199—1204      | король Англии, герцог Аквитании (1199—1216), граф Анжу и Мэна (1199—1203), лорд Ирландии (1185—1216) |

## Герцоги Нормандии (французский апанаж)
В 1204 г. континентальная часть Нормандии вошла в состав домена королей Франции. Позднее она несколько раз передавалась в апанаж старшим сыновьям королей — наследникам французского престола, которые носили титул герцогов Нормандии.
| Имя на русском языке | Имя на французском языке | Годы правления | Прочие титулы                                                       |
| -------------------- | ------------------------ | -------------- | ------------------------------------------------------------------- |
| династия Валуа       |                          |                |                                                                     |
| Иоанн II Добрый      | Jean le Bon              | 1332—1350      | король Франции (1350—1364)                                          |
| Карл V Мудрый        | Charles le Sage          | 1355—1364      | король Франции (1364—1380), дофин Вьеннский (1349—1364)             |
| Карл II Беррийский   | Charles de Berry         | 1465—1469      | герцог Беррийский (1461—1465), герцог Гиеньский (1469—1472)         |
| Бурбоны              |                          |                |                                                                     |
| Людовик I            | Louis Charles            | 1785—1789      | дофин Франции (1789—1791), титулованный король Франции Людовик XVII |

## Герцоги Нормандии (английский титул)
После потери в 1204 г. королём Иоанном Безземельным континентальной Нормандии под властью Англии остались Нормандские острова. По Парижскому мирному договору 1259 г. Англия отказалась от претензий на континентальную часть Нормандии, однако в отношении Нормандских островов английские монархи продолжали пользоваться титулом герцога Нормандии. Во время Столетней войны с 1418 по 1450 г. Нормандия находилась под властью англичан, причём власть над этим регионом обосновывалась королями Англии не столько наследственными правами на герцогство, сколько претензиями на французский королевский престол. Эти претензии были окончательно оставлены лишь в 1801 г., когда английский монарх перестал пользоваться титулом «король Франции» и французский королевский герб был исключён из британского государственного герба. Титул герцог Нормандии в отношении Нормандских островов используется королями Великобритании до настоящего времени.
Перечень монархов Англии и Великобритании с 1204 г. до настоящего времени см.: Список монархов Британских островов.